# Gleputoh
Gleputoh is een bestuurslaag in het regentschap Aceh Jaya van de provincie Atjeh, Indonesië. Gleputoh telt 168 inwoners (volkstelling 2010).